# Marici
Mārīcī  (tiếng Phạn: मारीची; tiếng Trung: 摩利支天; tiếng Việt: Ma Lợi Chi Thiên; tiếng Nhật: Marishiten) là một vị thiên chúng Phật giáo (deva), cũng như một Bồ Tát liên quan đến ánh sáng và Mặt Trời. Theo hầu hết các tài liệu lịch sử, Mārīcī được coi là một nữ thần, nhưng ở một số khu vực, bà được miêu tả là một nam thần được tôn thờ trong tầng lớp chiến binh ở Đông Á. Mārīcī thường được mô tả với nhiều cánh tay, cưỡi một con lợn, hoặc trên một cỗ xe lửa rực lửa kéo bởi bảy con ngựa hoặc bảy con lợn. Bà có thể có một cái đầu hoặc từ ba đến sáu cái đầu, với một cái đầu hình dạng như lợn. Ở một số khu vực Đông Á, trong những tạo hình dữ dội nhất của bà, bà có thể đeo một chuỗi vòng cổ làm bằng sọ. Trong một số hình ảnh khác, bà ngồi trên một hoa sen.
Những hình tượng sớm nhất của Mārīcī được tìm thấy là ở Ấn Độ và Tây Tạng, đặc biệt là gần thành phố cảng cổ và khu vực Phật giáo Salihundam ở Andhra Pradesh, nơi Mārīcī được miêu tả cưỡi trên một cỗ xe được kéo bởi bảy con ngựa, theo cách tương tự như Surya (thần Mặt Trời cùng với các nữ thần Usha và Chaya). Trong các văn bản Phật giáo Đại thừa, Mārīcī là nữ thần của bình minh, được Đức Phật mô tả tại Shravasti. Trong một số khía cạnh, bà có thể so sánh với, và có khả năng là một vị thần kết hợp từ phiên bản nữ của Surya, cũng như với Usha, Durga và Vajravārāhī theo những cách khác. Bà là một trong những nữ thần (hoặc nam thần) được triệu hồi trong các dharani của Phật giáo.
Trong Phật giáo Tây Tạng, bà được miêu tả là nữ thần của bình minh hoặc ánh sáng, một người chữa lành, hoặc người tìm kiếm sự giác ngộ cho tất cả chúng sinh. Trong Phật giáo Nhật Bản, bà được hình dung là một nữ thần chiến binh – người bảo vệ bushi hoặc Samurai và niềm đam mê của họ đối với công lý. Ngoài ra, bà cũng được coi là một người chữa lành, từ trạng thái sai lầm đến trạng thái tồn tại đúng đắn.
Trong Phật giáo Trung Quốc, bà nằm trong danh sách các vị thần bảo vệ, cụ thể là trong các nhóm Thập lục chư thiên (十六諸天), Nhị thập chư thiên (二十諸天) và Nhị thập tứ chư thiên (二十四諸天). Trong Đạo giáo và tín ngưỡng dân gian Trung Quốc, Đẩu Mẫu nguyên quân (斗母元君) được coi là đồng nghĩa với Mārīcī trong Phật giáo Mật tông Trung Quốc.
Khi được phát hiện bởi thế giới phương Tây, các nhà văn thời kỳ thuộc địa như Giorgi đã suy đoán dựa trên cơ sở ngữ âm rằng bà có thể đã được sao chép từ hoặc bị ảnh hưởng bởi khái niệm Đức Mẹ Đồng Trinh Maria trong Ki-tô giáo sau khi các nhà thám hiểm Tây Ban Nha đầu tiên đến Philippines. Tuy nhiên, giả thuyết này đã bị bác bỏ sau khi phát hiện nhiều tác phẩm và văn bản cổ hơn.

## Nguồn gốc

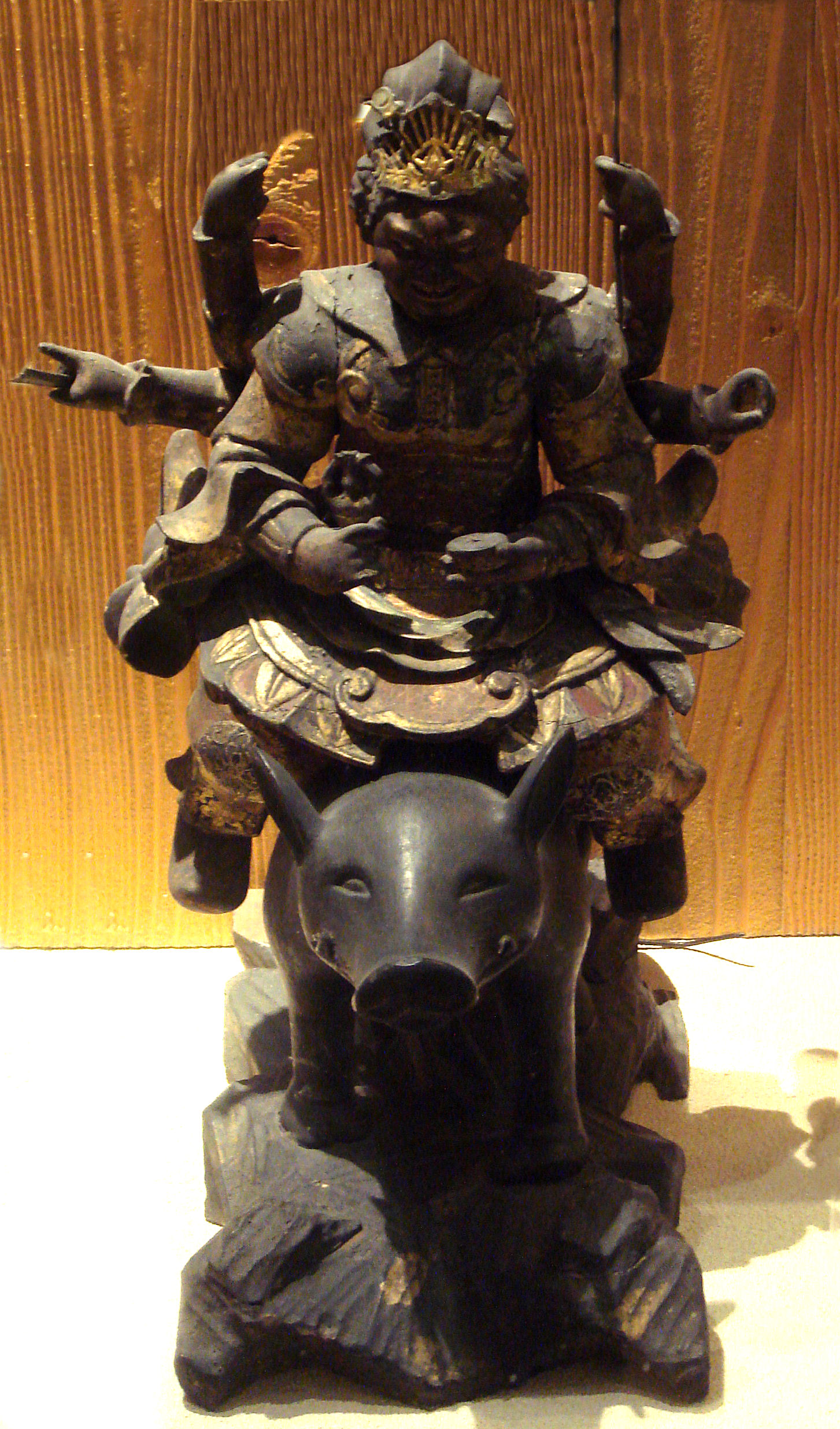
Mārīcī là một nữ thần – đôi khi là nam thần – phổ biến trong Phật giáo Đông Á. Bà thường được miêu tả với nhiều cánh tay và cưỡi một con lợn, hoặc trên một chiếc xe ngựa được kéo bởi lợn

## Trong Phật giáo Tây Tạng

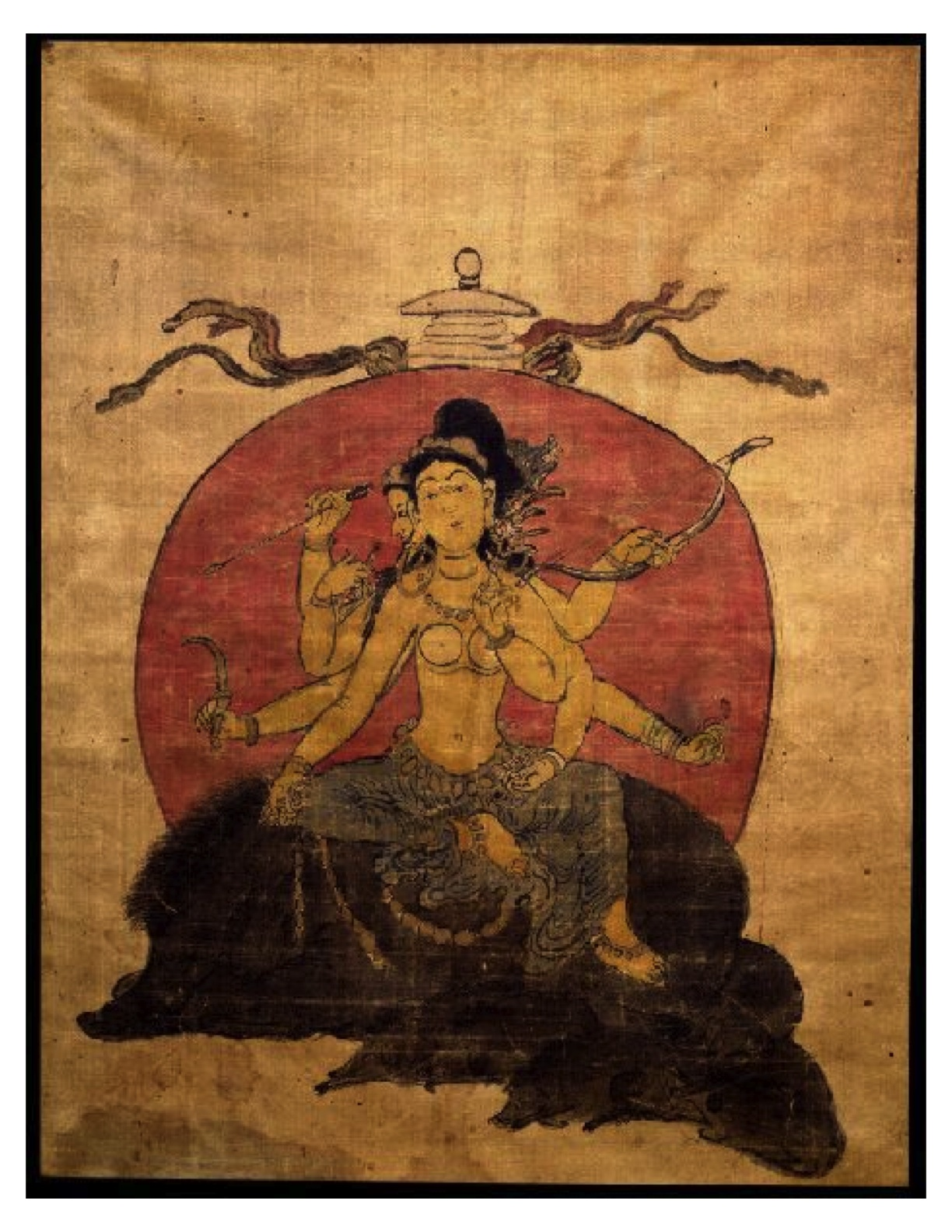
Mārīcī, vẽ vào 1600–1699, Ü-Tsang. bởi Choying Dorje

## Trong Phật giáo Đông Á

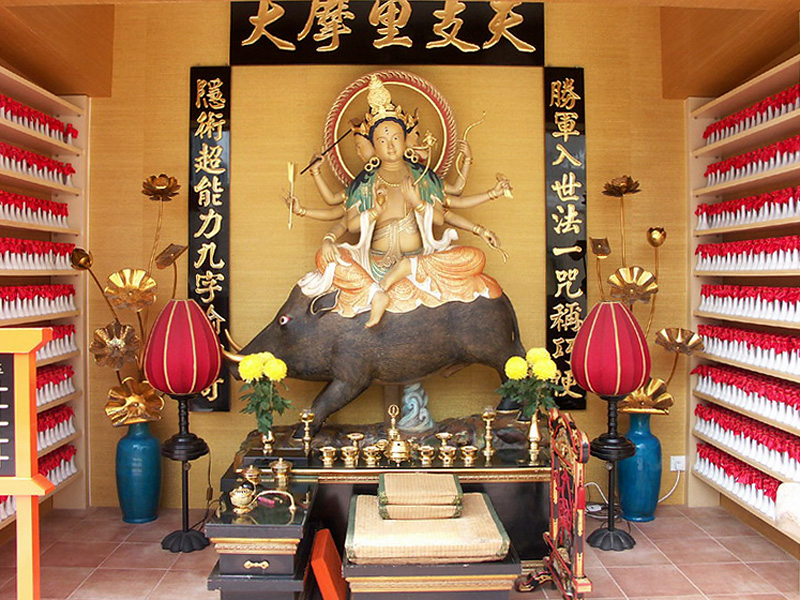
Mārīcī bốn đầu tám tay cưỡi trên một con lợn – Chùa Hoằng Pháp, Hong Kong

### Nhật Bản

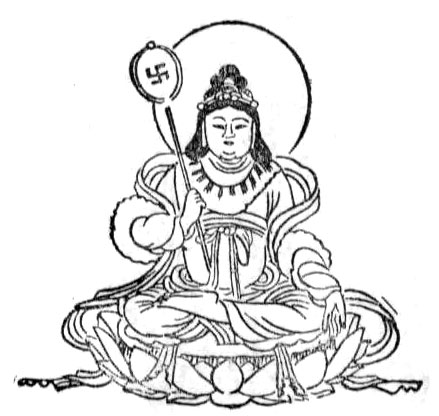
Tranh Nhật Bản vẽ Mārīcī, tay cầm cây quạt có chữ Vạn 卐